# Innaloo
Innaloo är en förort till Perth, huvudstad i delstaten Western Australia. Orten ligger omkring nio km från Perths centrum och har 6 470 invånare (2006). På orten finns två stora köpcentra, Westfield Innaloo och Westfield Innaloo Megacentre, och även ett stort biografcentrum, Greater Union Megaplex Innaloo. 